# Sant Joan les Fonts
Sant Joan les Fonts – gmina w Hiszpanii, w prowincji Girona, w Katalonii, o powierzchni 31,98 km². W 2011 roku gmina liczyła 2879 mieszkańców.